# 光叶翅果麻
光叶翅果麻（学名：Kydia glabrescens）为锦葵科翅果麻属下的一个种。

## 扩展阅读
- 維基物種上的相關：光叶翅果麻